# Landschaftsschutzgebiet Hermsiek
Das Landschaftsschutzgebiet Hermsiek mit 44,5 ha Flächengröße liegt nordöstlich von Bega im Stadtgebiet von Dörentrup. Es wurde 2006 mit dem Landschaftsplan Oberes Begatal durch den Kreistag des Kreises Lippe als Landschaftsschutzgebiet (LSG) ausgewiesen. In Bega grenzt das LSG direkt an das Naturschutzgebiet Begatal.

## Beschreibung
Das Schutzgebiet besteht aus vier Flächen. Im Süden liegen zwei Kleinflächen und im Nordosten zwei Großflächen, wobei Sibbentrup zwischen den Großflächen liegt. Das LSG geht bis an die Bebauung von Bega. Das LSG umfasst den Siekbereich des Hermsieks und Buchenwald, extensiv genutztes Grünland mit gliedernden Hecken und Baumreihen an recht steilen, terrassierten Hängen unterschiedlicher Exposition. Auch Weidegrünland mit Obstbäumen ist vorhanden. Im Nordosten befindet sich ein alter Hohlweg, der mit alten Eichen gesäumt ist. Am Hang steht ein Buchenwald verschiedenster Altersklassen bis hin zu starkem Baumholz. Stellenweise sind viele Eichen beigemischt. Nach Südwesten folgt ein Mischbestand aus Eschen, Pappeln und Erlen. Hier liegt der Quellbereich des Sibbentrupbaches. Der Sibbentrupbach ist im Oberlauf nur temporär, also zeitweise, wasserführend. Der Sibbentrupbach ist oberhalb von Sibbentrup nur ein wegbegleitender Graben, der teils von Ufergehölzen und teils von nitrophilen Hochstauden gesäumt ist. Im Nordwesten von Sibbentrup befindet sich ein weiterer Buchenwald am Hang. Hier liegt auch Weidegrünland, das kleinflächig durch Böschungen terrassiert ist. Dieses Weidegrünland weist Baumreihen und Hecken in Richtung Teutberg auf. Angrenzende Bereiche werden im LSG als Acker genutzt. Unterhalb von Sibbentrup verläuft der Sibbentrupbach mit Ufergehölzen inmitten von Ackerflächen. Nur östlich von Sibbentrup gibt es noch einen größeren Grünlandbereich im LSG, sonst gehören bis Bega nur der Sibbentrupbach und Ufergehölze zum LSG. Der Sibbentrupbach ist hier etwa 1 m breit und begradigt. Der Bach wird besonders im westlichen Abschnitt von einem alten Ufergehölz aus Erlen, Weiden, Pappeln, Eschen und Eichen begleitet. Am Rand von Bega befinden sich einige Kleingärten in der Bachaue und damit im LSG. Der Sibbentrupbach mündet erst im Naturschutzgebiet Begatal in die Bega. Die Umgebung des LSG wird meist als Acker genutzt.
Zum Schutzgebiet führt der Landschaftsplan aus: „Das Gesamtgebiet hat eine Bedeutung als Vernetzungsbiotop zwischen der Bega-Aue und auenfernen Waldgebieten. Das Hermsiek ist ein gut ausgebildeter Biotopkomplex mit einer hohen strukturellen Vielfalt. Der Bereich ist wertvoll für Höhlen-, Hecken- und Gebüschbrüter und dient als Vernetzungsbiotop. Es kommen wertvolle Grünlandflächen und Lebensraumtypen nach Anhang I-FFH vor. “

## Schutzzwecke für das LSG
Laut Landschaftsplan erfolgte die Ausweisung des LSG
- „zur Erhaltung und Wiederherstellung der Leistungsfähigkeit des Naturhaushaltes in ökologisch besonders wertvoll strukturierten Bereichen mit Wasser-, Klima- und Biotopschutzfunktionen,“
- „zur Erhaltung und Wiederherstellung von Quellbereichen und naturnahen Fließgewässern, Wald- und Grünlandbereichen unterschiedlicher Feuchtestufen, Feldgehölzen, Hecken und Obstwiesen,“
- „zur Erhaltung morphologisch ausgeprägter Bereiche zur Sicherung der landschaftlichen Eigenart und Vielfalt für die Erholung, “
- „zur Erhaltung wertvoller Biotopkomplexe aus Wald-Grünlandbereichen, Fließgewässern und Quellen sowie Biotopen nach § 62 LG mit wichtigen Refugial-, Puffer-, Trittstein- und Vernetzungsfunktionen,“
- „zur Erhaltung und Wiederherstellung wichtiger Rückzugsräume für die bedrohte Tier- und Pflanzenwelt,“
- „zur Sicherung von kulturhistorisch bedeutsamen Landschaften, z. B. Terrassenkulturlandschaften,“
- „zur Sicherung der das Orts- und Landschaftsbild gliedernden und belebenden und die dörflichen Siedlungsstrukturen prägenden Freiraumelemente.“[1]

## Rechtliche Vorschriften
Im Landschaftsschutzgebiet ist unter anderem das Errichten von Bauten und das Anlegen von Fischteichen verboten.